# John Howland Award
Der John Howland Award, auch als John Howland Medal bezeichnet, ist ein Wissenschaftspreis in der Kinderheilkunde. Der Preis wird seit 1952 von der American Pediatric Society (APS) vergeben und ist die höchste Auszeichnung dieser Fachgesellschaft. Sie wird an Wissenschaftler vergeben, deren Forschungen die Kinderheilkunde wesentlich vorangebracht haben. Der Preis ist nach dem Pädiater John Howland (1873–1926) benannt, dessen Profil auch die vergebene Medaille ziert.

## Preisträger
- 1952: Edwards A. Park
- 1953: Grover F. Powers[2]
- 1954: Béla Schick[3]
- 1955: James L. Gamble[4]
- 1956: Harold K. Faber[5]
- 1957: Ethel C. Dunham[6]
- 1958: Irvine McQuarrie[7]
- 1959: Daniel C. Darrow[8]
- 1960: Bronson Crothers
- 1961: Rustin McIntosh
- 1962: Joseph Stokes[9]
- 1963: Lawson Wilkins[10]
- 1964: Samuel Z. Levine[11]
- 1965: John Caffey[12]
- 1966: L. Emmett Holt
- 1967: Martha M. Eliot[13]
- 1968: Paul Gyorgy[14]
- 1969: Allan Macy Butler[15][16]
- 1970: Josef Warkany[17]
- 1971: Helen B. Taussig[18][19]
- 1972: Waldo E. Nelson[20][21]
- 1973: Louis K. Diamond[22]
- 1974: Albert B. Sabin[23]
- 1975: Harry H. Gordon[24]
- 1976: Clement A. Smith[25][26]
- 1977: A. Ashley Weech[27][28]
- 1978: Charles Alderson Janeway[29][30]
- 1979: Amos U. Christie[31]
- 1980: C. Henry Kempe[32]
- 1981: Saul Krugman[33]
- 1982: Horace L. Hodes[34]
- 1983: Helen C. Harrison und Harold E. Harrison[35][36]
- 1984: Henry L. Barnett[37]
- 1985: Wolf W. Zuelzer
- 1986: Richard L. Day
- 1987: Robert A. Good
- 1988: Joseph Dancis[38]
- 1989: Barton Childs[39][40]
- 1990: Julius Richmond
- 1991: Robert E. Cooke und Roland B. Scott[41]
- 1992: Gilbert B. Forbes[42]
- 1993: Lewis A. Barness[43]
- 1994: Sydney S. Gellis
- 1995: Floyd W. Denny[44]
- 1996: Mildred T. Stahlman[45][46]
- 1997: Melvin M. Grumbach[47]
- 1998: Robert J. Haggerty[48]
- 1999: Abraham M. Rudolph[49]
- 2000: Samuel L. Katz[50][51]
- 2001: Delbert A. Fisher[52]
- 2002: Howard A. Pearson[53][54]
- 2003: David G. Nathan[55][56]
- 2004: Frederick C. Battaglia[57][58]
- 2005: Mary Ellen Avery[59]
- 2006: Kurt Hirschhorn[60][61]
- 2007: Ralph D. Feigin[62][63]
- 2008: Richard B. Johnston[64][65]
- 2009: Jerold F. Lucey[66][67]
- 2010: Charles Scriver[68][69]
- 2011: Russell Chesney[70][71]
- 2012: Philip A. Pizzo[72][73]
- 2013: Elizabeth R. McAnarney
- 2014: Rebecca H. Buckley
- 2015: Catherine D. DeAngelis
- 2016: Barbara J. Stoll
- 2017: Michael L. Weitzman
- 2018: Thomas F. Boat[74]
- 2019: David K. Stevenson[75]
- 2020: Kathryn M. Edwards
- 2021: Sherrin U. Devaskar
- 2022: Richard J. Whitley[76]
- 2023: Yvonne Maldonado[77]
- 2024: Alan Jobe[78]
- 2025: Bonnie W. Ramsey[79]